# NGC 2777
NGC 2777 (другие обозначения — UGC 4823, MCG 1-24-6, ZWG 34.8, NPM1G +07.0176, IRAS09080+0724, PGC 25876) — галактика в созвездии Рак.
Этот объект входит в число перечисленных в оригинальной редакции «Нового общего каталога».
Галактика NGC 2777 входит в состав группы галактик NGC 2775. Помимо NGC 2777 в группу также входят NGC 2775, UGC 4781 и UGC 4797.
Является аморфной галактикой. Имеет галактику-спутник U3, которая на 3 звёздных величины слабее. Между галактиками наблюдается мост из нейтрального водорода. В NGC 2777 наблюдается низкая скорость образования массивных звёзд, но оптические спектры показывают, что в недавнем прошлом она должна была быть значительно выше. Угарного газа ни в одной из галактик не обнаружено.